# 楠岡成雄
楠岡 成雄（くすおか しげお、1954年-）は、日本の数学者。東京大学名誉教授。専門は確率解析、数理ファイナンス

## 略歴
大阪府大阪市此花区出身
。
1972年、灘高等学校を経て東京大学に進学
。
1978年、東京大学大学院理学系研究科修士課程修了(指導教員は岡部靖憲)、同年 東京大学理学部助手、1984年 理学博士、1984年、東京大学理学部講師、同 助教授を経て1987年、京都大学数理解析研究所助教授。1993年、東京大学大学院数理科学研究科教授、2014年、同名誉教授。

伊藤清によって創始された確率解析を大きく展開させ、その無限次元解析的方法を発展させることで新たな局面を切り開き、さらに数理ファイナンス等の分野で確率解析の深遠なる応用を与えた。

## 受賞および講演歴
- 1990年 ICM 1990 京都 招待講演者[5]
- 1993年 日本数学会春季賞
- 1999年 井上学術賞
- 2004年 藤原洋数理科学賞
- 2018年 日本学士院賞